# Amblygobius buanensis
 Amblygobius buanensis  es una especie de peces de la familia de los Gobiidae en el orden de los Perciformes.

## Morfología
Los machos pueden llegar a alcanzar los 7,5 cm de longitud total.

## Distribución geográfica
Se encuentra desde el sur de Filipinas hasta la isla de Java (Indonesia) y República de Palau (Micronesia ).

## Observaciones
Es inofensivo para los humanos.